# لويس بيكر (أستاذ جامعي)
لويس بيكر (بالدنماركية: Louis Becker)‏ هو مهندس معماري دنماركي، ولد في 1962.